# Guozijian

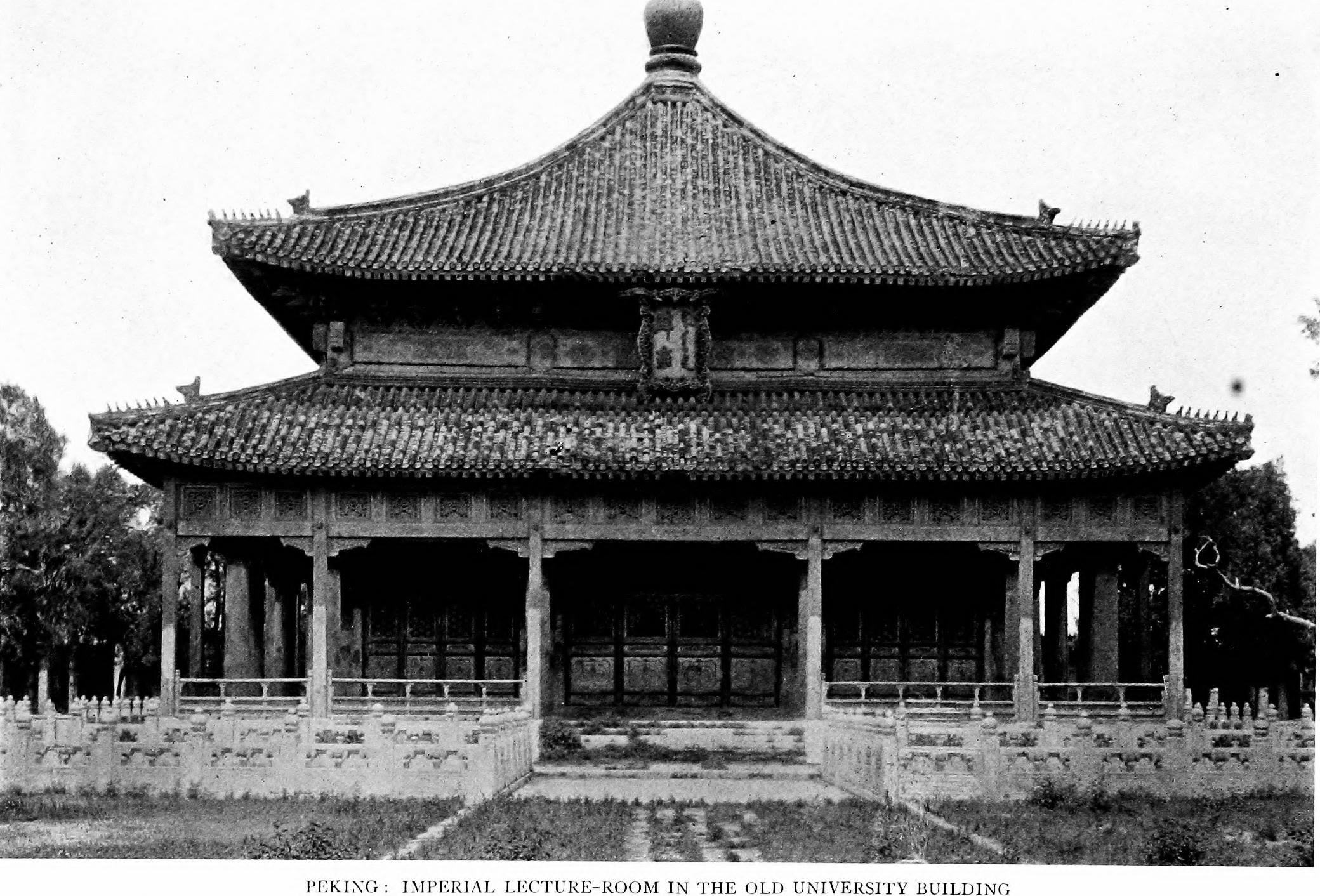
Biyong, Pavillon impérial des conférences de la Guozijian de Pékin

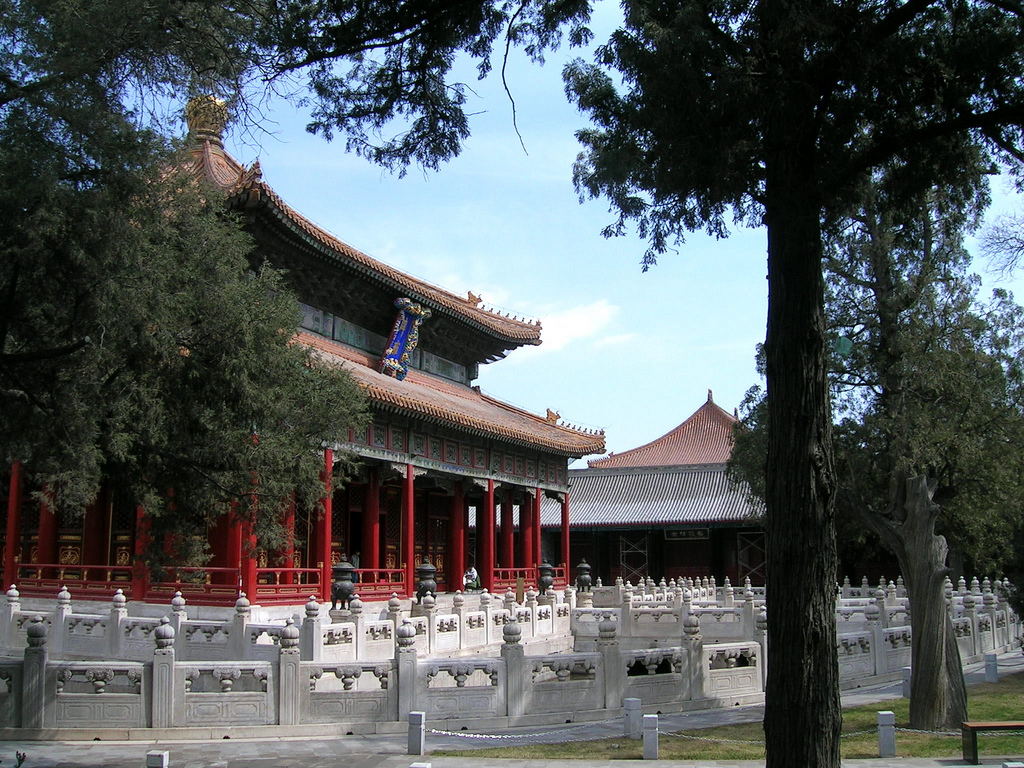
Pavillon impérial des conférences, au Guozijian à Pékin

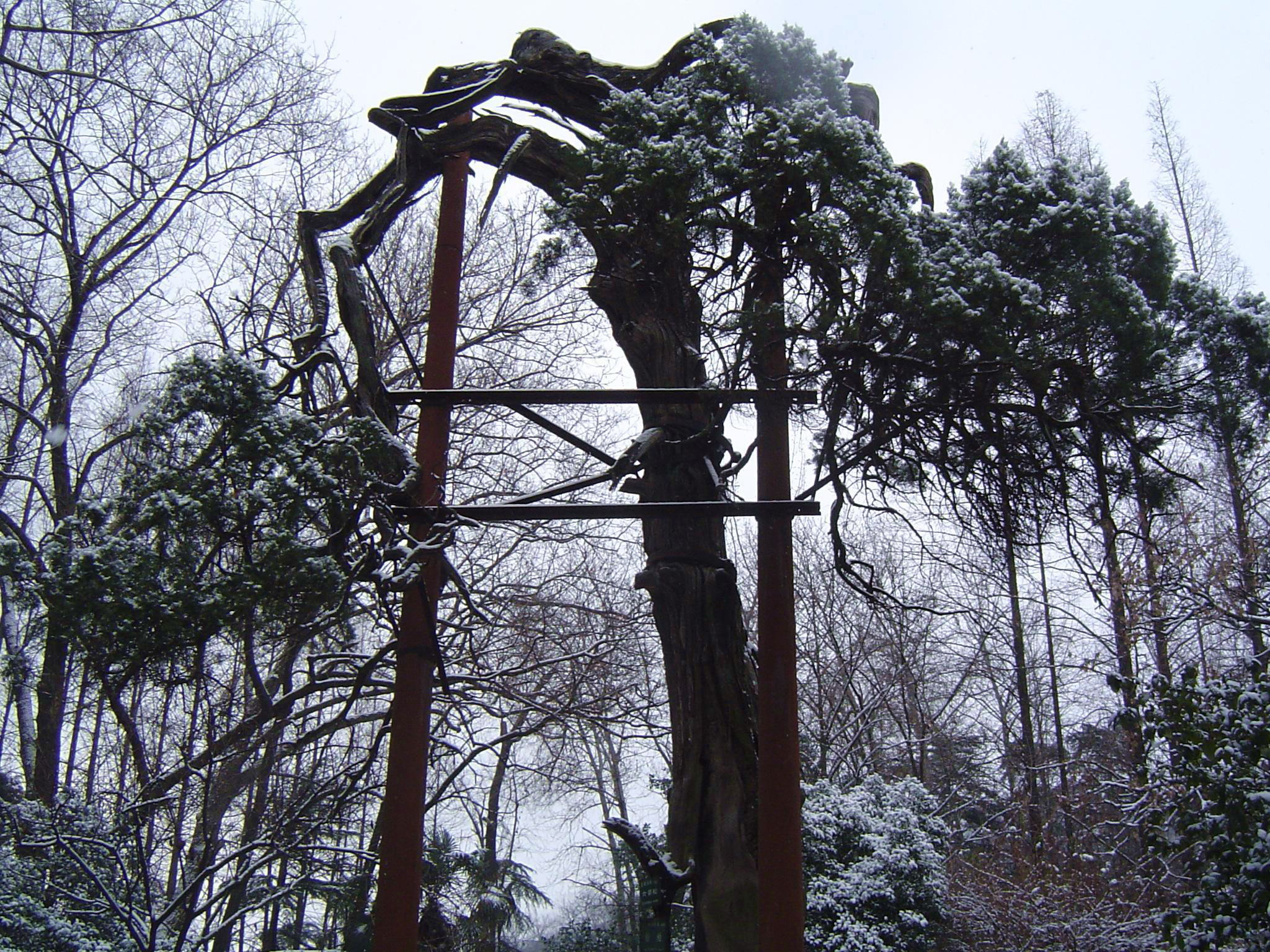
Génévrier de Chine des six dynasties, le symbole de la Guozidian de Nankin

La Guozijian (chinois simplifié : 国子监 ; chinois traditionnel : 國子監 ; pinyin : Guózǐjiān), l’ « Académie impériale » est la plus haute institution éducative de la Chine impériale, après la création du système d’examens impériaux en 605 sous la dynastie Sui et jusqu’en 1905. Elle était située dans la capitale de chaque dynastie.
La Guozijian est une des premières formes d’université publique au monde mais avec les spécificités de la culture chinoise, valorisant au plus haut niveau l’éthique confucéenne basée sur l’importance de la hiérarchie et le respect des autorités. Elle préparait les étudiants aux examens impériaux du troisième niveau (le Jinshi) et supervisait toutes les écoles provinciales et locales.
À partir des Song, elle abrita une bibliothèque importante de textes classiques. En 1905, la Guozijian de Pékin sera fermée, et deviendra plus tard l’université de Pékin (Beijing daxue 北京大学). 
Des institutions similaires furent créées en Corée, au Vietnam et au Japon.

## Histoire
Sous la dynastie Han (de -206 à +220), la « Grande école » ou « Université nationale » Taixue 太学 était l'institution éducative publique suprême, principalement destinée à former les érudits pour le service administratif,,.
- Dynastie Tang (618-907) : pour former un nombre croissant de fonctionnaires pour un vaste empire en extension et renforcer la centralisation, la Taixue est supplantée par la Guozijian 国子监, « Académie impériale ». Les empereurs Tang Gaozu (618–626) ou Tang Taizong (626–649) sont souvent crédités de l'institutionnalisation de la Guozijian, bien que des réformes éducatives aient été entreprises tout au long de la dynastie. Dans le système des examens impériaux keju 科举 (formé en 605), la Guozijian[n 1] forme directement les candidats aux examens métropolitains et du Palais, menant au titre prestigieux de jinshi. La Guozijian est située à Chang'an 长安 (aujourd’hui Xi'an)
- Dynastie Song (960-1279) : en 973, l’empereur Taizu instaure que l’examen final doit se passer au Palais impérial, supervisé par l’empereur lui-même. La Guozijian devient une institution prestigieuse, située dans un quartier dédié aux institutions académiques de la capitale Kaifeng 开封. Elle abrite des bibliothèques importantes de textes classiques.  Après la perte des territoires du Nord, la Guozijian s’installe à Hangzhou, alors appelée Lin’an 临安. la nouvelle capitale.
- Dynastie Yuan (1271-1368) : sous le régime des Mongols, la Guozijian continue de fonctionner pour insuffler l’éthique confucéenne assurant la cohésion de l’empire multi-ethnique. La Guozijian est établie à Pékin (alors appelée Dadu 大都).
- Dynastie Ming (1368-1644) : l’empereur Hongwu (1368-1398) qui fonda la dynastie Ming, installa sa capitale à Nankin. Il réforme le système éducatif en établissant l'académie Guozijian comme l’autorité suprême en matière d’éducation. Elle supervisera les écoles provinciales et les académies locales. L'empereur promeut l’étude du droit, des mathématiques, de la calligraphie, de l’équitation et du tir à l’arc par la Guozijian. Lorsque l’empereur Yongle 永乐帝 déplace la capitale à Pékin, la Guozijian y est également relocalisée près du Temple de Confucius (Kǒngmiào 孔庙).
- Dynastie Qing (1644-1911) : sous le régime Mandchous (ex-Jürchen), l’académie Guozijian reste le plus haut institut éducatif de l’empire. Cependant, son importance décline avec la montée des académies privées (shuyuan 书院). Elle reste à Pékin, au même endroit que sous les Ming, à proximité du Temple de Confucius dans le quartier de la Rue de la Guozijian 国子监街.

En 1905, la Guozijian a été fermée. Lors de la Réforme des Cent Jours en 1898, l’éducation et les fonctions administratives de la Guozijian ont été principalement remplacées par l’Université de la capitale impériale (également traduite par Université impériale de Pékin), qui est devenue plus tard l’Université de Pékin  (Beijing daxue 北京大学) moderne.
Aujourd’hui, le site de la Guozijian est toujours debout. Il comprend l’Académie impériale, la Guozijian proprement dite, le temple de Confucius de Pékin (Kǒngmiào 孔庙) et la Salle Biyong (辟雍), la salle centrale circulaire entourée d’eau, symbolisant l’harmonie et la perfection.

## Fonctions
Les trois fonctions principales de la Guozijian sont
- préparer les étudiants aux examens impériaux du troisième niveau :  les examens métropolitains (huishi 会试) et les examens du Palais (dianshi 殿試), conduisant au titre très convié de Jinshi 进士.
- superviser toutes les écoles provinciales et locales.
- conserver et copier des textes classiques confucéens, servant de centre intellectuel pour l’administration impériale.

Une étape essentielle de la formation passait par la mémorisation de milliers de sinogrammes de texte en chinois classique (guwen 古文), forme de la langue éloignée du chinois vernaculaire.

## Institutions similaires en Corée, au Vietnam et au Japon

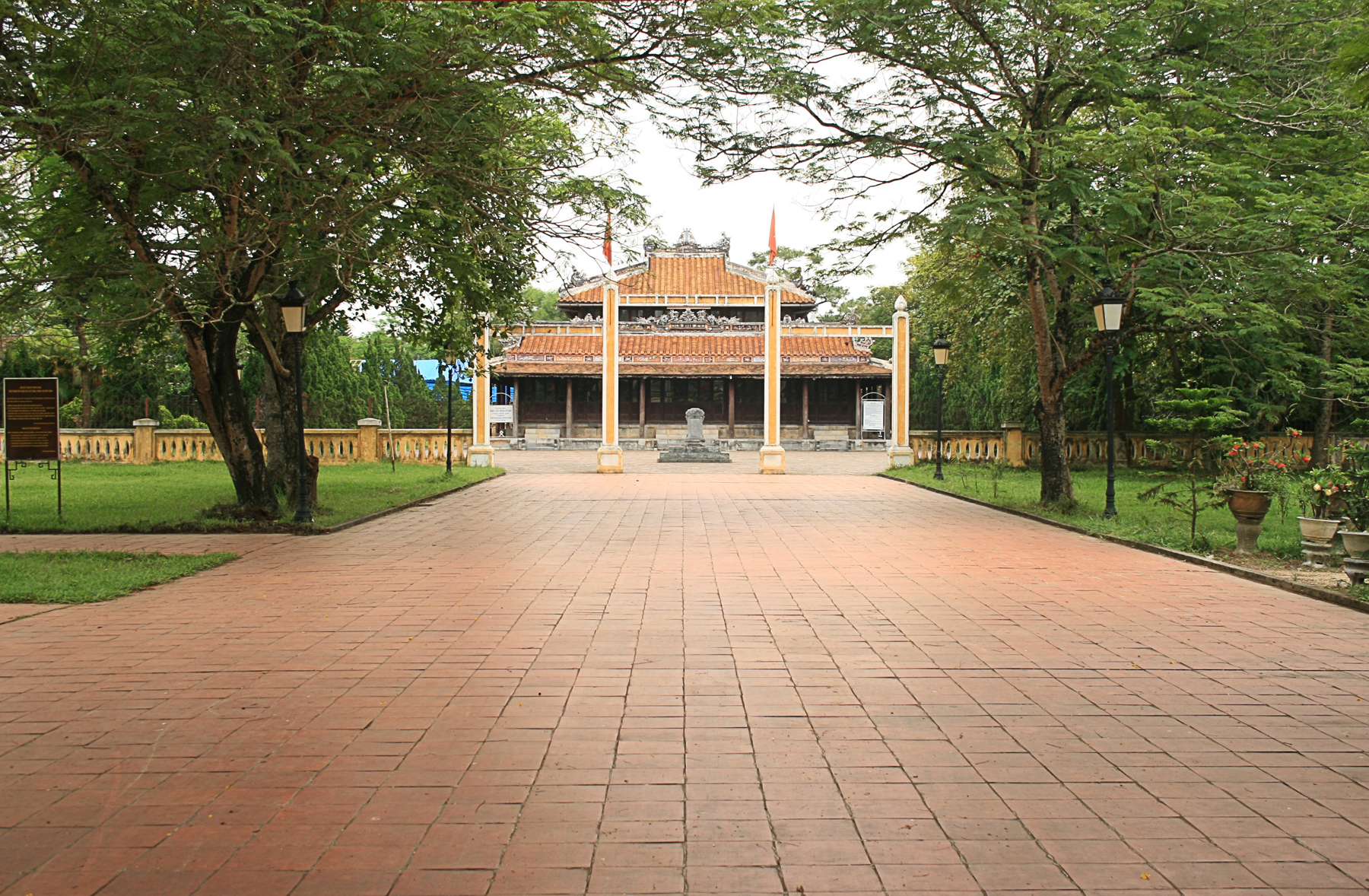
Entrée de l'académie impériale, Quốc Tử Giám, de Hué

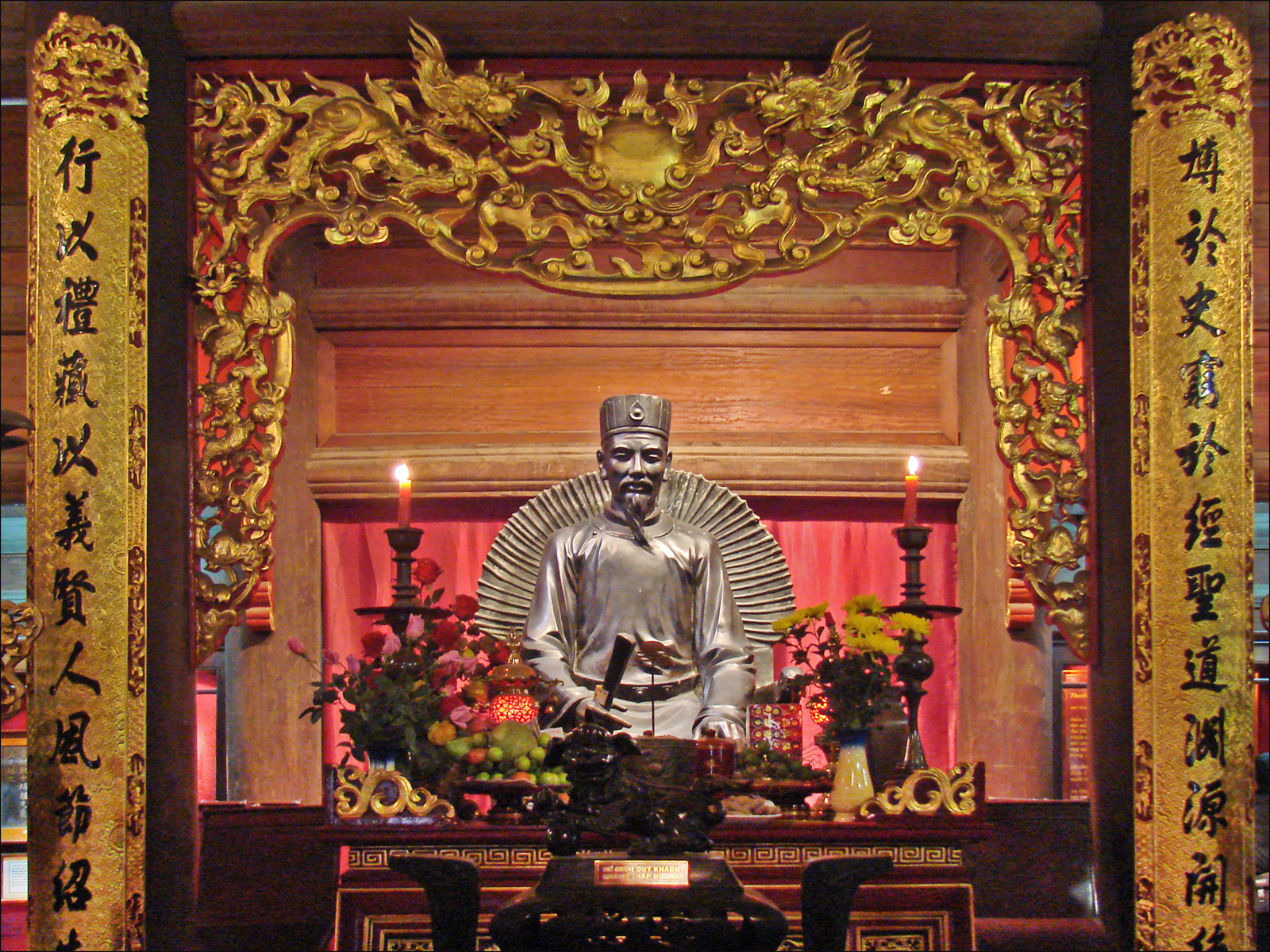
Autel de Chu Văn An, recteur de l'académie impériale

La Guozijian et le système d’examens impériaux chinois ont servi de modèle aux systèmes éducatifs en Corée, au Vietnam et au Japon.
- En Corée : le Kukchagam (국자감, 國子監) était l'institution éducative suprême du royaume de Goryeo (918–1392) crée en 992. Puis sous la dynastie Joseon (1392–1897), elle a été rebaptisée Seonggyungwan (성균관, 成均館).
Elle servait à former les élites confucéennes pour le système des examens gwageo (과거, 科擧), équivalents coréens des examens impériaux chinois. Il enseignait principalement les classiques confucéens, notamment les Quatre Livres et les Cinq Classiques. Elle accueillait les meilleurs étudiants du pays, qui étaient appelés jangwon (状元), un titre similaire à celui de zhuangyuan en Chine. Les critères d’admission au Kukchagam étaient très restrictifs par rapport à ceux des établissements d’enseignement de la dynastie Tang en Chine[4]
- Au Vietnam : le Temple de la Littérature de Hanoï (en vietnamien : Văn Miếu – Quốc Tử Giám, en chinois : 國子監, pinyin : Guózǐjiàn), , était l’institution éducative centrale des pays d’Asie orientale sous les régimes féodaux confucéens. Elle a été fondée en 1076 sous le règne du roi Lý Nhân Tông, dans la capitale de Thăng Long (actuelle Hanoï).
 À l’origine, l’académie était réservée aux fils des rois, aux fils des membres de la famille royale, de la noblesse et des hauts fonctionnaires.
En 1253, sous le règne du roi Trần Thái Tông, l’académie a été ouverte aux enfants des roturiers ayant des aptitudes exceptionnelles.
Sous la dynastie des Nguyễn, un autre Quốc Tử Giám a été établi à Huế.
La Quốc Tử Giám était l’institution éducative la plus prestigieuse du Vietnam, destinée à former les érudits et les futurs fonctionnaires pour le système des examens mandarinaux (thi Hương et thi Hội). Elle enseignait les classiques confucéens et servait également à renforcer l’influence idéologique du confucianisme dans l’administration vietnamienne. La Quốc Tử Giám était située dans la capitale, Thăng Long (aujourd'hui Hanoï), dans le complexe du Temple de la Littérature (Văn Miếu).

- Au Japon : La Daigaku-ryō (大学寮) était l’institution éducative suprême du Japon sous le Ritsuryō (système administratif basé sur les lois et règlements chinois, actif du VIIe au IXe siècle). Fondé sous l’influence directe des Tang, elle formait les jeunes membres de l’aristocratie pour des rôles administratifs et politiques.  Contrairement à la Chine, où le système méritocratique des examens était central, le Japon restait plus aristocratique, et l’accès au Daigaku-ryō était réservé à la noblesse.
 Les disciplines enseignées incluaient les classiques confucéens, mais aussi des matières spécifiques comme l’astronomie, le droit, et la médecine. La Daigaku-ryō était située à Heian-kyō (l'actuelle Kyoto)[5].